# Phoenix 2006
Phoenix 2006 est le quatrième album du chanteur Matt Houston, sorti en 2006.

## Liste des chansons
1. Prélude Au Phoenix
2. Phoenix
3. Midas Touch (Feat. Big Ali)
4. Petite Fille (Feat. VR et Eloquence)
5. Le Test
6. Scène De Ménage (Feat. Tania et Sklade Blase)
7. Merci
8. Messenger (Feat. Nathy)
9. Shorty
10. Ghetto Love (Feat. Eloquence)
11. Brûle Le Score (Feat. Busta Flex)
12. Epouse-Moi !
13. Les Nuits Sont Longues (Feat. Mike Cosentino)
14. Prisonnier Du Sort

## Classements
| Pays          | Meilleure position | Semaines classées |
| ------------- | ------------------ | ----------------- |
| France        | 13                 | 10                |
| Belgique (Fr) | 73                 | 1                 |

## Référence
1. ↑  lescharts.com